# Billy Elliot
Billy Elliot je britanski film Stephena Daldrya iz 2000. godine, snimljen po scenariju Lee-a Halla. Radnja je smještena u izmišljenom rudarskom gradiću "Everington" u stvarnoj pokrajini Durham. 
Jamie Bell glumi 11 godišnjeg dječaka koji "odjednom" zavoli balet, Gary Lewis kao njegov otac inače rudar u rudniku ugljena, Jamie Draven nastupa kao Billyev stariji brat, a Julie Walters kao instruktorica baleta.

## Radnja
Radnja se odvija 1984. godine za vrijeme velikog rudarskog štrajka u Velikoj Britaniji 
Billyeva majka je preminula prije nekoliko mjeseci, a njegov otac je konzervativni rudar, sina šalje na boks, ako ne to onda barem nogomet ili hrvanje, što je i inače "za muškarce". Billy je međutim više zainteresiran za glazbu pa zna tu i tamo prebirati po tipkama pianina kada se sjeti majke.
U dvorani gdje Billy trenira boks, jednoga dana se ubaci grupa za balet zbog toga što se njihov prijašnji dio počeo koristiti kao javna kuhinja za rudare štrajkaše. Billy ubrzo shvaća da je balet ono što voli i odmah započinje tajno odlaziti na satove baleta.
Billyev otac i stariji brat stupaju u štrajk tako da se materijalna situacija u obitelji sve više pogoršava.
Jedan dan Billyev otac sazna da on ide na satove baleta. Nakon velike svađe mu to zabrani, ali Billy opet bez znanja obitelji krene plesati.
U međuvremenu Billyeva instruktorica plesa nagovara Billya na trening za audiciju Kraljevske škole baleta. Zbog jačih nemira između policije i štrajkaša, Billy nije došao na audiciju. Njegova instruktorica, ne znajući da Billy svoje satove plesa skriva od obitelji, dolazi u njihovu kuću obavijestiti ih o važnosti audicije i pritom Billyeva obitelj sazna da je Billy išao na satove baleta. Nakon velikog šoka odmah je nastupio mačistički stav prema baletu kao i pitanje seksualnosti, odnosno homofobija kao rezultat stereotipa. No Billy je odlučan dokazati suprotno i koristi svaku priliku za vježbanje baleta.
Nakon što otac prvi put vidi Billya kako pleše, počne misliti kako bi to ipak mogla biti dobra budućnost za Billya. On ga odluči odvesti na audiciju, a u prikupljanju novca pomogla je cijela zajednica.
U jednom trenutku, Billy pomisli kako je audicija prošla loše te se u svlačionici potuče s drugim kandidatom, što oteža njegovo primanje u školu jer škola ne tolerira nasilje, no na kraju ipak biva primljen zbog velike predanosti plesu i gorljivom objašnjenju o tome kako se osjeća dok pleše.
Film završava sa scenom koja se odvija puno godina kasnije, Billy je odrastao, njegovi otac i brat su došli na izvedbu jedne predstave (Labuđe jezero Matthewa Bourneua, najpoznatije po činjenici da sve inače tradicionalno ženske uloge plešu muškarci) kojoj Billy predstavlja glavnog lika predstave, a sjeli su slučajno pored Michaela, Billyeva prijatelja iz djetinjstva koji je na predstavu došao sa svojim dečkom.
Kroz film se proteže pitanje seksualnosti gdje se nastoji pokazati a što je u filmu više puta rečeno "balet nije samo za pedere". Iako nije bilo otvorenih pitanja, u zraku se osjeti sumnja u Billyevu seksualnost. No Billy na kraju ipak u fantastičnoj režiji uspješno zaobilazi to pitanje te ono postaje nebitnim, što pokazuje da izbor seksualnosti nije bitan, već osoba, uspjeh, razvoj i kulturno-mentalni progres. A taj se progres najviše očituje u figuri Billyeva oca, koji od zadrtog rudara prihvaća sina onakvim kakav jest i još je k tome na kraju i sretan s time.

## Nagrade

### 2000.
- Osvojio - British Independent Film Awards, UK - za najbolji britanski nezavisni film
- Osvojio - British Independent Film Awards, UK - za najboljeg redatelja
- Osvojio - British Independent Film Awards, UK - za najboljeg novog glumca - Jamie Bell
- Osvojio - British Independent Film Awards, UK - za najbolji scenarij
- Nominiran British Independent Film Awards, UK - za najbolju glumicu - Julie Walters

### 2001.
- Nominiran - Academy Awards, USA - za najbolju sporednu ulogu - Julie Walters
- Nominiran - Academy Awards, USA - za najboljeg redatelja - Stephen Daldry
- Nominiran - Academy Awards, USA - za njabolji scenarij (pisan direktno za film) - Lee Hall
- Osvojio - Amanda Awards, - Norveška, za najbolji strani prikazani film
- Nominiran - American Cinema Editors, USA - za najbolje uređenu dramu - John Wilson
- Nominiran - Angel Awards, za najbolji prikazani film
- Nominiran - Art Directors Guild, za prikazani film
- Nominiran - Australian Film Institute, nagrada za najbolji strani film
- Osvojio - BAFTA Awards, Alexander Korda Nagrada za najbolji britanski film
- Osvojio - BAFTA Awards, za najbolju izvedbu glavnog glumca - Jamie Bell
- Osvojio - BAFTA Awards, za najbolju izvedbu sporednog glumca - Julie Walters
- Osvojio - London Critics Circle Film Awards, za britansku glumicu godine - Julie Walters

Godine 2004. magazin Total Film proglašava Billy Elliot 39-tim najboljim britanskim filmom svih vremena.

## Soundtrack
- "Cosmic Dancer" - T. Rex
- "Get It On (Bang a Gong)" - T. Rex
- "Town Called Malice" - The Jam
- "I Love To Boogie" - T. Rex
- "London Calling" - The Clash
- "Children Of The Revolution" - T. Rex
- "Shout To The Top" - The Style Council
- "Walls Come Tumbling Down" - The Style Council
- "Ride A White Swan" - T. Rex

## Vanjske poveznice
- Službene stranice
- Billy Elliot u internetskoj bazi filmova IMDb-a